# Susanne Kutter
Susanne Kutter (* 1971 in Wernigerode) ist eine deutsche Video-, Objekt- und Installationskünstlerin.

## Leben und Werk
Kutter studierte von 1992 bis 1999 an der Kunstakademie Münster. In ihren Objekten, Videos und Installationen durchbricht sie die lineare Handlung im Moment des Betrachtens durch eine plötzliche Veränderung. „Die vorgegebene Ordnung wird durch den gestalterischen Eingriff der Künstlerin aufgelöst. Das Moment der plötzlichen Veränderung initiiert dabei ein offenes Ende und der Zufall nimmt die Position des Gestalters ein“.
In ihrem Video Moving Day, 2001, DVD, 28 min., richtete sie in einem Baucontainer mit Sessel, TV, Sideboard und karierten Vorhängen ein bürgerliches Wohnzimmer ein. Das Video zeigt, wie sich das Mobiliar – einem Albtraum gleich – während des Transports auf einem LKW selbständig zu bewegen beginnt. Schranktüren springen auf, Glas splittert. Die Künstlerin zeigt „die Veränderung eines intakten, Sicherheit suggerierenden Innenraumes in einen chaotischen, vom Zufall bestimmten Zustand, in dem die Physik außer Kontrolle zu geraten scheint und den ehemaligen Wohnraum komplett zerstört“.
In ihrem Video: Flooded Home, 2003, 65 min., richtete sie ein gutbürgerliches Wohnzimmer ein, das sie anschließend langsam mit Wasser flutete. „Durch den steigenden Pegel verlieren die Einrichtungsgegenstände nach und nach ihre Bodenhaftung, um eine Zeit lang an der Oberfläche zu schwimmen. Sobald der Raum vollgelaufen ist, offeriert sich dem Betrachter eine schwerelose Unterwassersequenz, wobei einige der Möbelstücke behäbig durch das Bild treiben“. Für die Videoaufnahme hatte sich die Künstlerin eines leeren Schwimmbeckens bedient.
Bei der Installation Außerhalb der Sperrstunde von 2006 betraten die Besucher am Eröffnungsabend einen Galerieraum, in dem ein geschlossenes Küchenbuffet stand. Vor den Augen des Publikums sprangen plötzlich alle Türen auf, und der Schrank entpuppte sich als beleuchtete, komplett mit Getränkeflaschen und Gläsern ausgerüstete Cocktailbar. Die Künstlerin hatte die Türen mit kleinen, durch Zündschnüre verbundenen Sprengkörpern versehen, die sie zentral auslöste.
Kutter lebt und arbeitet in Berlin.

## Kunstpreise und Stipendien
- 1998: Kunstpreis Ökologie, AEG Nürnberg
- 2000: Stipendium Cité Internationale des Arts Paris
- 2002: Barkenhoff-Stipendium Worpswede
- 2002: DAAD-Aufenthaltstipendium, New York
- 2002: Projektförderung der Filmstiftung NRW
- 2003: Goldrausch-Förderprogramm Berlin
- 2004: Förderpreis der GWK, Münster
- 2004: Förderpreis des Westfälischen Kunstvereins, Münster.

## Ausstellungen (Auswahl)
- 1996: Unterwegs. Künstlerwerkstatt Lothringer Straße, München
- 2001: Köln Kunst. Josef-Haubrich-Kunsthalle, Köln
- 2001: Kunstpreis Junger Westen. Kunsthalle Recklinghausen
- 2004: German Video Art 2000–2002. Platform Garanti Contemporary Art Center, Istanbul
- 2004: Marl German video art award at CCA. Centre for Contemporary Arts, Glasgow
- 2004: A/Maze. La Trifilerie, Brüssel
- 2004: Internationale Kurzfilmtage. Oberhausen
- 2004: visual arts – German video art. Goethe-Institut Washington
- 2004: Wochenmarkt. Westfälischer Kunstverein, Münster
- 2005: Film. Ist und Als-ob in der Kunst. Kunsthalle Baden-Baden
- 2005: reflection/Refleksija. National Center of Contemporary Art, Moskau
- 2005: Lichtkunst aus Kunstlicht. Zentrum für Kunst und Medientechnologie, Karlsruhe
- 2006: Susanne Kutter. back in five minutes. Kunsthaus Essen
- 2006: Das kleine Glück. Installation zum Wiesbadener Kunstsommer: Wo bitte geht’s zum Öffentlichen, Stadtraum Wiesbaden
- 2006: Anticipation. Museum of Contemporary Photography, Chicago
- 2006: Die andere Seite. Kunsthalle Fridericianum, Kassel
- 2006: memory. Nassauischer Kunstverein, Wiesbaden
- 2006: Frischzelle_05. Susanne Kutter. Kunstmuseum Stuttgart[4]
- 2007: whiteout. Palais Thurn und Taxis, Bregenz und Stadtgalerie Saarbrücken
- 2007: Home Stories. Zwischen Dokumentation und Fiktion. Städtische Galerie Wolfsburg
- 2008: Im Auge des Klangs II. Museum Schloss Moyland
- 2009: Pittoresk – Neue Perspektiven auf das Landschaftsbild. MARTa Herford
- 2009: Unter Wasser, Über Wasser. Kunsthalle Wilhelmshaven
- 2009: once, there was the sea. Creative Space 9001, Yokohama
- 2010: The Interior. Domestic Spaces in Visual Art. Roger Raveelmuseum, Machelen-Zulte (Belgien)
- 2010: Die Welt als Modell. Montag Stiftung Bildende Kunst, Bonn
- 2010: Wie gemalt. Kunsthalle Erfurt
- 2010: Mit Harald Hilscher: Wasserspiegel. Städtische Galerie im Schlosspark Strünkede, Herne (als Auftakt zur Ausstellungsreihe liquid area der RUHR.2010)
- 2015: Desperate Housewife? [Kulturspeicher Würzburg]